# احمد قصیر

احمد قصیر

احمد جعفر قصیر (متولد ۱۹۶۳) جوانی ۱۷ ساله اهل لبنان و از اعضای حزب‌الله لبنان بود که در روز ۲۰ آبان ۱۳۶۱، با خودروی خود که پر از مواد منفجره بود به یکی از ساختمان‌های نظامی ارتش اسرائیل در شهر صور حمله انتحاری کرد. ۷۱ افسر و سرباز اسرائیلی و مأمور شاباک به همراه ۱۴ تا ۲۷ زندانی فلسطینی و لبنانی که در ساختمان نگهداری می‌شدند در این حمله کشته شدند. همچنین ۲۷ اسرائیلی و ۲۸ عرب طی این حمله مجروح شدند.

## تولد و خانواده
قصیر سال ۱۳۴۳ شمسی --سال ۱۹۶۴ میلادی-- در لبنان (دیر قانون النهر، از توابع صور) به دنیا آمد.

## فعالیت‌های سیاسی و نظامی
او جذب حزب‌الله لبنان شده و در عملیاتی انتحاری با خودروی سفید رنگ پژو ۵۰۴ پر شده از مواد منفجره به یکی از ساختمان‌های ارتش اسراییل حمله کرد. این عملیات در پی حملهٔ اسرائیل به جنوب لبنان طی جنگ ۱۹۸۲ لبنان و در ۲۰ آبان ۱۳۶۱ (یازدهم نوامبر ۱۹۸۲) صورت گرفت. در این عملیات انتحاری ۷۱ افسر و سرباز اسرائیلی و مأمور شاباک به همراه ۱۴ تا ۲۷ زندانی فلسطینی و لبنانی که در ساختمان نگهداری می‌شدند، کشته شدند. همچنین ۲۷ اسرائیلی و ۲۸ عرب طی این حمله مجروح شدند. حمله انتحاری احمد قصیر اولین عملیات انتحاری انجام شده توسط حزب‌الله لبنان می‌باشد.
روز این عملیات، از سوی سید حسن نصرالله دبیرکل حزب‌الله لبنان روز شهید نامگذاری شده‌است و به او لقب «امیر الاستشهادیون» (امیر شهادت‌طلبان) داده شده‌است.
دو سال بعد برادر او (حسن قصیر) نیز طی یک عملیات انتحاری باعث کشته شدن تعدادی از پرسنل نظامی اسراییل شد.
خیابان بخارست تهران در نزدیکی میدان آرژانتین را به نام او تغییر نام داده‌اند. البته بعد از مدتی، به دلایلی این نام از آن خیابان برداشته شد.